# Операція «Стоунейдж»
Операція «Стоунейдж» (англ. Operation Stone Age) — військова операція, що проводилася силами Королівського військово-морського флоту Великої Британії з метою проведення конвою MW-13 на Мальту під час битви на Середземному морі.
Головним завданням операції «Стоунейдж» було прорив облоги німецько-італійським флотом острову Мальта та доставка найнеобхіднішого майна гарнізону та місцевим жителям. Конвой, який складався з 4 транспортних суден під ескортом 5 крейсерів та 7 ескадрених міноносців вийшов з порту Порт-Саїд 16 листопада. Після дозавантаження та дозаправки в александрійському порті та заміни ескортними міноносцями типу «Хант» охорони, конвой попрямував далі й незважаючи на нерішучі спроби супротивника атакувати дістався пункту призначення 20 числа, поставивши 32 000 тонни вантажів і врятувавши людей від голоду.
Цим конвоєм по суті закінчилася дворічна битва за виживання обложеного британського острову посередині Середземного моря. З опануванням британськими військами Лівії та початком наступу на Туніс, Мальта припинила потерпати від постійного дефіциту предметів першої необхідності, палива та інших важливих речей.

## Перебіг подій
Конвой MW-13, що складався з чотирьох суден: Bantam, Denbighshire, Mormacmoon і Robin Locksley у супроводі крейсера «Евріал» і семи есмінців, котрі супроводжували транспортні судна Червоним морем до Александрії, вийшли з Порт-Саїду 16 листопада 1942 року. Два з військових транспортів, Bantam та Denbighshire, отримали вантажі в Порт-Судані, в першу чергу боєприпаси, й прямували далі через Суецький канал до Александрії. Тут на охорону заступили більш придатні для ППО ескортні міноносці типу «Хант» зі складу 5-ї флотилії, з крейсером «Евріал» у ролі лідера: «Альденгам», «Бофорт», «Біве», «Крум», «Далвертон», «Ексмур», «Харворт», «Харслі», «Теткотт» і грецьким «Піндос».
О 07:00 17 листопада конвой вийшов з Александрії на Мальту зі швидкістю 15 вузлів.
Рано вранці 18 листопада до конвою приєдналися 15-та ескадра крейсерів контр-адмірала А.Пауера («Аретюза», «Клеопатра», HMS «Дідо» і «Орайон») й 10 есмінців 12-ї і 14-ї флотилій, які залишалися з конвоєм до 17:30. Протягом цього періоду на конвой була здійснена одна повітряна атака без наслідків.
Відразу ж конвой був виявлений німецькою повітряною розвідкою. 18 листопада в 11:10 шість Ju-88 здійснили першу безплідну спробу атакувати конвой, втративши при цьому один літак. Близько 16:00 над конвоєм пролетіла велика група транспортних Ju-52 у супроводі винищувачів, а через 40 хвилин крейсери відвернули на північ, щоб прикрити судна з найнебезпечнішого напрямку. З'єднання знаходилося північніше Дерні, дув північно-західний вітер силою 5 балів, місяць ховався в хмарах, періодично налітали дощові шквали, коли відбувся ще один наліт. За свідченням свідків, літаків було три, вони заходили в атаку послідовно, і в 18:05 торпеда другого торпедоносця уразила крейсер «Аретьюза».
Торпеда ударила в лівий борт під кутом 170° (корабель здійснював поворот праворуч) у район другої башти головного калібру. Вибух 200-кг боєголовки зробив в борту пробоїну завдовжки 16 м, причому ударна хвиля пройшла через чотири палуби. Усі приміщення під нижньою палубою між 20-м і 61-м шпангоутами були затоплені. Обидві носові башти, а також внутрішній корабельний зв'язок вийшли з ладу. Крейсер отримав крен 15° на лівий борт, при цьому носова частина пішла у воду по клюзи. Пожежа, що спалахнула відразу в декількох місцях через паливо, що розлилося, бушувала понад 12 годин, лише до світанку самовідданими зусиллями екіпажу його вдалося загасити.
Незважаючи на шторм «Аретьюза» рушила на схід 12-вузловим ходом у супроводі есмінця «Петард». Управління кораблем здійснювалося вручну з румпельного відділення. Наступного дня через загрозу поширення затоплень «Петард» почав буксувати «підранка» кормою вперед. Турбіни крейсера працювали на задній хід, але через 4 години їх довелося зупинити через перегрів підшипників. До півночі кораблі підійшли до Александрії, де на допомогу їм прийшли буксири «Респонд» і «Бріган». Увечері 21 листопада вони втягнули пошкоджену «Аретьюзу» в гавань.
Зі складу її екіпажу 1 офіцер і 155 матросів загинули, а 43 моряки отримали поранення (у тому числі і командир). Єдиною утіхою для англійців могло бути те, що це була, як сказав С.Роскилл, «остання втрата в особовому складі флоту, зазнана їм в боротьбі за підтримку захисників Мальти».
Наступного ранку решта крейсерів і есмінців знову прикривали конвой, і хоча ймовірніше за все, авіація Люфтваффе знову шукала конвой, більше атак не було. Протралений фарватер біля острова був пройдений в 22:40 за допомогою тральщика Speedy, що вийшов назустріч кораблям конвою.